# Paolig Combot
Pour les articles homonymes, voir Combot.
Paolig Combot, né le 18 janvier 1945 à Louargat, est un écrivain français, auteur d'ouvrages sur la Bretagne. Docteur en études celtiques, il a effectué sa thèse sur Jean Conan, soutenue en 1997. Il est professeur de français mais aussi président de l'association Ar Falz et de la maison d'édition Skol Vreizh à Morlaix. Président de l'Association pour la défense et la promotion de la langue et de la culture bretonnes, il réclame en 2005 "l'édition en langues régionales du traité établissant une constitution pour l'Europe". Paolig Combot est par ailleurs proche de l'Union démocratique bretonne (UDB).

## Publications
- Les Chemins de Saint-Yves, Skol Vreizh, 1994. Avec Daniel Giraudon, Jacques Dervilly et Jean-Christophe Cassard.
- Un Breton chez les bolchéviks, Skol Vreizh, 1994. Avec Jacques Huard. Le récit de Jacques Le Cann sur l'histoire de la Russie.
- La dernière petite sirène (avec Renée Combot), Skol Vreizh, 1994.
- Jean Conan, aventurier et écrivain breton, Skol Vreizh, 1999.
- Jean Conan (1765-1834) : Un écrivant ou un écrivain breton ?, Atelier National de Reproduction des Thèses, 1999.
- Armand Robin, Skol Vreizh, 2000 (avec Jean Bescond et Jean Balcou)
- Les aventures extraordinaires du citoyen Jean Conan, Skol Vreizh, 2001. Préface de Mona Ozouf.